# Listă de fizicieni în ordine alfabetică

## A
- Ernst Abbe
- Alexei A. Abrikosov
- Salah ad-Din al-Bitar
- Stephon Alexander
- Zhores Ivanovici Alferov
- Hannes Alfvén
- Luis Walter Alvarez
- André Marie Ampère
- Carl David Anderson
- Philip Warren Anderson
- Thomas Andrews
- Anders Jonas Ångström
- Franz Aepinus
- Edward Victor Appleton
- François Arago
- Arhimede
- François Arago
- Aristotel
- Svante Arrhenius
- Lew Andrejewitsch Arzimowitsch
- Francis William Aston
- Lorenzo Romano Amedeo Carlo Avogadro
- William Edward Ayrton

## B
- Jacques Babinet
- John Bardeen
- Heinrich Barkhausen
- Charles Glover Barkla
- Peter Barlow
- Nikolai Basov
- Richard Becker
- Antoine Henri Becquerel
- Alexandre-Edmond Becquerel
- Antoine Cesar Becquerel
- Karl Heinz Beckurts
- Johannes Georg Bednorz
- Wilhelm von Beetz
- František Běhounek
- Daniel Bernoulli
- Emanuel Berti
- Hans Bethe
- Gerd Binnig
- Jean-Baptiste Biot
- Joseph Black
- Patrick Maynard Stuart Blackett
- Felix Bloch
- Nicolaas Bloembergen
- Aage Niels Bohr
- Niels Bohr
- Ludwig Boltzmann
- Giovanni Alfonso Borelli
- Max Born
- Satyendra Nath Bose
- Johannes Bosscha
- Walther Bothe
- William Henry Bragg
- William Lawrence Bragg
- Walter Houser Brattain
- Karl Ferdinand Braun
- Auguste Bravais
- David Brewster
- Percy Williams Bridgman
- Leon Brillouin
- Bertram N. Brockhouse
- Louis Victor de Broglie
- Harriet Brooks
- Robert Hanbury Brown
- Thomas Towsend Brown
- Ernst Brüche
- Joachim Bublath

## C
- Louis Paul Calletet
- John Canton
- Philipp Carl
- Nicolas Léonard Sadi Carnot
- Giovanni Abbate Caselli
- Salomon de Caus
- Henry Cavendish
- Anders Celsius
- James Chadwick
- Emory Leon Chaffee
- Owen Chamberlain
- Subrahmanyan Chandrasekhar
- Georges Charpak
- Henry Louis Le Chatelier
- Chen Ning Yang
- Ernst Florens Friedrich Chladni
- Christian Christiansen
- Steven Chu
- Benedetta Ciardi
- Ignacio Cirac
- Alexis-Claude Clairaut
- Benoit Clapeyron
- Georges Claude
- Rudolf Julius Emanuel Clausius
- John Douglas Cockcroft
- Claude Cohen-Tannoudji
- Ludwig August Colding
- Arthur Holly Compton
- Edward Uhler Condon
- Leon Cooper
- Edward Thomas Copson
- Gaspard-Gustave Coriolis
- Eric A. Cornell
- Charles Augustin de Coulomb
- James Watson Cronin
- William Crookes
- Marie Curie
- Pierre Curie

## D
- Nils Gustaf Dalén
- Raymond Davis Jr.
- Clinton Joseph Davisson
- Petrus Josephus Wilhelmus Debye
- Hans Dehmelt
- Democrit
- Paul Dirac
- Andreas Christian Doppler
- Heinrich Wilhelm Dove
- Paul Karl Ludwig Drude
- Jürgen Dueball

## E
- William Henry Eccles
- Bruno Eckhardt
- Arthur Stanley Eddington
- Erik Edlund
- Paul Ehrenfest
- Albert Einstein
- Wilhelm Eisenlohr
- Julius Elster
- Georg Adolf Erman
- Paul Erman
- Leo Esaki
- Albert von Ettingshausen
- Andreas Freiherr von Ettingshausen
- Paul Peter Ewald
- James Alfred Ewing

## F
- Gabriel Daniel Fahrenheit
- Michael Faraday
- Gustav Theodor Fechner
- Enrico Fermi
- Galileo Ferraris
- Richard Feynman
- Val Logsdan Fitch
- Jean Bernard Léon Foucault
- Jean Baptiste Joseph Fourier
- Ralph Howard Fowler
- William Alfred Fowler
- James Franck
- Ilja Frank
- Benjamin Franklin
- Joseph von Fraunhofer
- Augustin Jean Fresnel
- Jerome Friedman
- Alexander Friedmann
- Harald Fuchs

## G
- Dennis Gábor
- Wolfgang Gaede
- Galileo Galilei
- George Gamow
- Carl Friedrich Gauß
- Joseph Louis Gay-Lussac
- Hans Geiger
- Hans Friedrich Geitel
- Murray Gell-Mann
- František Josef Gerstner
- Pierre-Gilles de Gennes
- Riccardo Giacconi
- Ivar Giaever
- Josiah Willard Gibbs
- Vitali Ghinzburg
- Donald Arthur Glaser
- Sheldon Lee Glashow
- Maria Goeppert-Mayer
- Eugen Goldstein
- Robert Jemison Van de Graaff
- George Green
- Brian Greene
- William Grove
- Otto von Guericke
- Charles Édouard Guillaume

## H
- Otto Hahn
- Stephen Hales
- Wilhelm Hallwachs
- Wilhelm Hanle
- William Rowan Hamilton
- Wilhelm Gottlieb Hankel
- William Webster Hansen
- Stephen Hawking
- Werner Heisenberg
- Walter Heitler
- Wolfgang Helfrich
- Hermann von Helmholtz
- Joseph Henry
- Gustav Hertz
- Heinrich Rudolf Hertz
- Victor Franz Hess
- Antony Hewish
- Gustav-Adolf Hirn
- Johann Wilhelm Hittorf
- Jacobus Henricus van 't Hoff
- Robert Hofstadter
- Wilhelm Holtz
- Gerardus 't Hooft
- Robert Hooke
- Fritz G. Houtermans
- William Huggins
- Russell A. Hulse
- Roland Hüttenrauch
- Christiaan Huygens

## I
- Erdal Inönü
- Abram Ioffe

## J
- Moritz Hermann Jacobi
- Pierre Jules César Janssen
- James Jeans
- Deborah S. Jin
- Philipp von Jolly
- Claus Jönsson
- Pascual Jordan
- Brian D. Josephson
- James Prescott Joule
- Walter Hamentner

## K
- Henning Kagermann
- Heike Kamerlingh Onnes
- Pjotr Leonidowitsch Kapiza
- Alfred Kastler
- Ephraim Katzir
- Heinrich Kayser
- James Edward Keeler
- Hellmut Keiter
- Marion S. Kellogg
- Lord Kelvin
- Henry Kendall
- Johannes Kepler
- John Kerr
- Wolfgang Ketterle
- Juli Borissowitsch Khariton
- Jack Kilby
- Gustav Robert Kirchhoff
- Erasmus Kittler
- Hermann Josef Klein
- Oskar Klein
- Hagen Kleinert
- Klaus von Klitzing
- Friedrich Wilhelm Kohlrausch
- Rudolf Hermann Arndt Kohlrausch
- Nikolaus Kopernikus
- Masatoshi Koshiba
- Hendrik Anthony Kramers
- Johannes von Kries
- Herbert Kroemer
- Thomas Samuel Kuhn
- Igor Kurtschatow
- Polykarp Kusch
- Michio Kaku

## L
- Oskar Lafontaine
- Willis Eugene Lamb
- Johann Heinrich Lambert
- Gabriel Lamé
- Lew Dawidowitsch Landau
- Alfred Landé
- Samuel Pierpont Langley
- Joseph Larmor
- Max Felix Theodor von Laue
- Robert B. Laughlin
- Ernest Orlando Lawrence
- Leon Max Lederman
- David Morris Lee
- Tsung-Dao Lee
- Anthony L. Leggett
- Otto Lehmann
- Philipp Lenard
- Josef Lense
- Heinrich Friedrich Emil Lenz
- Georg Christoph Lichtenberg
- Carl von Linde
- Gabriel Lippmann
- Siegmund Loewe
- Eugen von Lommel
- Fritz London
- Hendrik Antoon Lorentz
- Ludwig Valentin Lorenz
- Otto Lummer
- Bernard Lyot

## M
- Ernst Mach
- Ettore Majorana
- Etienne Louis Malus
- Kazimierz Marcinkiewicz
- Guglielmo Marconi
- Edme Mariotte
- Pierre-Louis Moreau de Maupertuis
- Matthew Fontaine Maury
- James Clerk Maxwell
- Julius Robert von Mayer
- Simon van der Meer
- Alexander Meißner
- Walther Meißner
- Lise Meitner
- Angela Merkel
- Oskar Emil Meyer
- Albert Abraham Michelson
- Gustav Mie
- Robert Andrews Millikan
- Mondecaus
- Robert Moog
- Henry Gwyn Jeffreys Moseley
- Rudolf Mößbauer
- Nevill Francis Mott
- Benjamin Roy Mottelson
- Erwin Wilhelm Müller
- Karl Alexander Müller
- Walther Müller
- Pieter van Musschenbroek

## N
- Louis Néel
- Yuval Ne'eman
- Walther Hermann Nernst
- Franz Ernst Neumann
- Elsa Neumann
- Isaac Newton

## O
- Robert Ochsenfeld
- Georg Simon Ohm
- Hans Christian Oersted
- Robert Oppenheimer
- Carl Wilhelm Oseen
- Douglas Dean Osheroff
- Arthur von Oettingen

## P
- Denis Papin
- Blaise Pascal
- Friedrich Paschen
- Wolfgang Paul
- Wolfgang Pauli
- Rudolf Peierls
- Jean Charles Athanase Peltier
- Arno Penzias
- Martin L. Perl
- Jean-Baptiste Perrin
- Christian August Friedrich Peters
- Christian Heinrich Friedrich Peters
- Alexis Thérèse Petit
- Leopold Pfaundler
- Bernhard Philberth
- Karl Philberth
- William Daniel Phillips
- Raoul Pictet
- Max Planck
- Julius Plücker
- Agnes Pockels
- Johann Christian Poggendorff
- Robert Pohl
- Henri Poincaré
- Siméon Denis Poisson
- Alexander Polyakov
- Jean Victor Poncelet
- Claude Servais Mathias Pouillet
- Cecil Frank Powell
- Alexander Michailowitsch Prochorow
- Edward Mills Purcell
- Jesco von Puttkamer
- Jean Pütz

## Q
- Adolphe Quetelet
- Georg Quincke

## R
- Isidor Isaac Rabi
- Leo James Rainwater
- Chandrasekhara Venkata Raman
- Norman Ramsey
- John William Strutt Rayleigh
- Henri Victor Regnault
- Frederick Reines
- Edzard Reuter
- Gregorio Ricci-Curbastro
- Owen Willans Richardson
- Robert C. Richardson
- Giambattista Riccioli
- Burton Richter
- Johann Wilhelm Ritter
- Auguste Arthur de la Rive
- Heinrich Rohrer
- Wilhelm Conrad Röntgen
- William Parsons Earl of Rosse
- Józef Rotblat
- Carlo Rubbia
- Ernst Ruska
- Ernest Rutherford
- Johannes Robert Rydberg
- Martin Ryle

## S
- Andrei Dmitrijewitsch Sacharow
- Oskar Sala
- Abdus Salam
- Jack Sarfatti
- Jordanus Saxo
- Karl Emil von Schafhäutl
- Arthur L. Schawlow
- Adolf Scheibe
- Paul Scherrer
- Georg Gottlieb Schmidt
- Detlev Schönauer
- Walter Schottky
- Nikolai Jegorowitsch Schukowski
- John Robert Schrieffer
- Erwin Schrödinger
- Melvin Schwartz
- Johann Salomo Christoph Schweigger
- Julian Seymour Schwinger
- Thomas Johann Seebeck
- Emilio Segrè
- William Bradford Shockley
- Clifford Shull
- Kai Manne Siegbahn
- Karl Manne Siegbahn
- Joseph D. Sneed
- Willebrord van Roijen Snell
- Javier Solana
- Arnold Sommerfeld
- Johannes Stark
- Jean Servais Stas
- Max Steenbeck
- Jack Steinberger
- Otto Stern
- Horst Ludwig Störmer
- William Sturgeon
- Joseph Wilson Swan
- Leo Szilard

## T
- Igor Tamm
- Geoffrey Ingram Taylor
- Joseph Hooton Taylor Jr.
- Richard E. Taylor
- Edward Teller
- Nikola Tesla
- Hans Thirring
- Walter Thirring
- Benjamin Thompson
- George Paget Thomson
- Joseph John Thomson
- William Thomson (Lord Kelvin)
- Samuel Chao Chung Ting
- Shinichiro Tomonaga
- Evangelista Torricelli
- Charles H. Townes
- Johann Georg Tralles
- Pawel Alexejewitsch Tscherenkow
- Daniel C. Tsui

## V
- Robert Jemison Van de Graaff
- Johannes Diderik van der Waals
- Maurice H.P.M van Putten
- Martinus Veltman
- Vincenzo Viviani
- John Hasbrouck van Vleck
- Woldemar Voigt
- Alessandro Volta

## W
- Johannes Diderik van der Waals
- Ernest Walton
- Wilhelm Eduard Weber
- Steven Weinberg
- Christian Samuel Weiß
- Carl Friedrich Freiherr von Weizsäcker
- George Westinghouse
- Charles Wheatstone
- Rolf Wideröe
- Johannes Emil Wiechert
- Gustav Wiedemann
- Carl E. Wieman
- Max Wien
- Wilhelm Wien
- Eugene Paul Wigner
- Heinrich Wild
- Maurice Wilkins
- Charles Thomson Rees Wilson
- Kenneth G. Wilson
- Adolf Winkelmann
- Edward Witten
- Robert Woodrow Wilson
- David Wineland
- William Hyde Wollaston
- Robert Williams Wood
- Adolf Wüllner
- Freda Wuesthoff

## Y
- Chen Ning Yang
- Ranga Yogeshwar
- Thomas Young
- Hideki Yukawa

## Z
- Pieter Zeeman
- Frits Zernike
- Anton Zeilinger
- Peter Zoller
- Karl Friedrich Zöllner
- Fritz Zwicky